# Blekingebjörnbär
Blekingebjörnbär (Rubus hylanderi) är en rosväxtart som beskrevs av H.O. Martensen och A. Pedersen. Enligt Catalogue of Life och Dyntaxa ingår Blekingebjörnbär i släktet Rubusar och familjen rosväxter. Artens livsmiljö är jordbrukslandskap. Inga underarter finns listade i Catalogue of Life.